# Don't Leave Home
Singles de Dido
Life for Rent Sand in My Shoes
Pistes de Life for Rent
See You When You're 40 Who Makes You Feel ?
Don't Leave Home est le troisième extrait de l'album Life for Rent de Dido.

## Clip
La vidéo illustrant la chanson a été tournée en Afrique du Sud sous la direction de Lucy Armstrong.

## Titres
1. Don't Leave Home (Dido Armstrong, Rollo Armstrong)
2. Stoned - Deep Dish Remix edit (Dido Armstrong, Lester Mendez, Rollo Armstrong)